# سیارک ۲۷۳۱
سیارک ۲۷۳۱ (به انگلیسی: 2731 Cucula، نامگذاری:1982KJ) دو هزار و هفتصد و سی و یکمین سیارک کشف شده‌است که در ۲۱ مه ۱۹۸۲ کشف شد.
قدر مطلق سیارک برابر ۱۰٫۷۰ است.